# Réserpine
La réserpine est un alcaloïde qui a été découvert dans le rhizome et la racine de Rauwolfia serpentina (Apocynacées).
Prescrite à faible dose (de 0,1 mg à 0,25 mg), la réserpine est un hypotenseur. À plus fortes doses (de l'ordre du milligramme), elle est utilisée comme apaisant, et dans le traitement des syndromes psychiatriques de manie, de névrose, d'anxiété et d'obsession.
La réserpine était connue pour se fixer sur les vésicules de stockage de neurotransmetteurs tels que la dopamine, la noradrénaline, et la sérotonine. 
On pensait qu'elle inhibait la neurotransmission, provoquant ainsi une dépression chez l'Homme, mais un test médicamenteux dans les années 50 à l'hôpital de Maudsley a mis en évidence un effet antidépresseur. On a ensuite montré que les faibles doses agissaient comme antidépresseur, alors que les doses élevées provoquaient l'épuisement des stocks de monoamines et la dépression.
Par ailleurs, la réserpine a une action périphérique dans plusieurs parties du corps où la partie cholinergique du système nerveux est prépondérante (tube digestif, muscles lisses des vaisseaux sanguins).

## Histoire
La réserpine a été isolée en 1952 à partir de la racine séchée de Rauwolfia serpentina, et mise sur le marché en 1954, deux ans après le chlorpromazine. La réserpine n'a plus été utilisée durant quelques années en raison de ses effets secondaires et interactions, avant d'être à nouveau utilisée dans certains pays comme médicament, ou en combinaison avec d'autres molécules contre l'hypertension, généralement avec un diurétique et/ou un vasodilatateur tel que l'hydralazine.

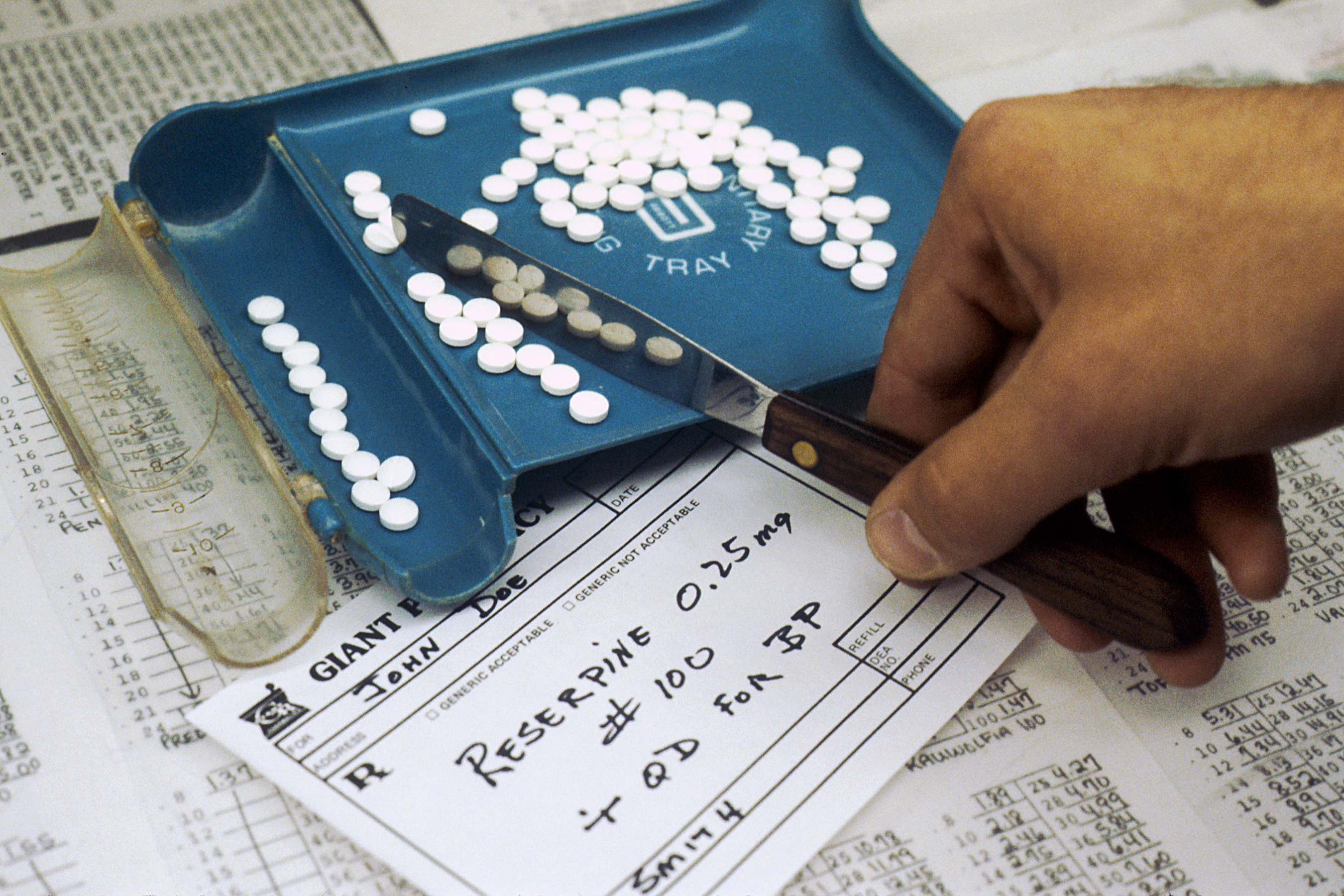
Pharmacien avec une ordonnance de réserpine.

Son usage comme antipsychotique est presque abandonné. À l'origine, des doses de 0,5 mg à 40 mg par jour ont été données à des malades psychotiques. Au-dessus de 3 mg/jour, un anticholinergique devait être associé pour combattre l'activité cholinergique excessive de la réserpine dans certains organes, ainsi que des syndromes parkinsoniens.
La réserpine est aussi utilisée comme sédatif pour les chevaux.

## Effets secondaires
Les effets secondaires de la réserpine sont nombreux, incluant congestion nasale, nausées, vomissements, prise de poids, intolérance gastrique, ulcères gastriques (induits par l'activité cholinergique accrue du tissu gastrique et l'altération de la muqueuse), crampes d'estomac et diarrhées. Des risques de pancréatite sont mentionnés dans le Dictionnaire Vidal.
La réserpine est aussi source d'hypotension et de bradycardie, provoquant des accidents ischémiques et des angor (angines de poitrine).
Au niveau dermatologique, elle peut provoquer de la photosensibilisation, des éruptions cutanées, un prurit voire des éruptions maculopapuleuses (exanthème morbilliforme), une dermatite allergique
Au niveau Hépatique peut apparaitre une hépatite cholestatique
Au niveau hématologique, le Vidal rapporte des risques d'agranulocytose, de thrombopénie, de purpura thrombopénique et d'anémie
Au niveau néphrologique, la réserpine peut provoquer néphropathie interstitielle et  insuffisance rénale.
Au niveau ophtalmologique peuvent apparaitre un épanchement choroïdien (Choriorétinopathie), un glaucome aigu, myosis et myopie aiguë
Elle peut aggraver l'asthme.

Le nez encombré est une autre conséquence du blocage des récepteurs alpha.

Elle peut induire une dépression assez grave pour conduire au suicide.

Des effets sur le système nerveux central se manifestent par la somnolence, des vertiges, et des cauchemars. Un syndrome extrapyramidal est aussi possible

Le parkinsonisme apparaît sans lien avec la dose.

Faiblesse ou fatigue générale sont fréquentes.
Expérimentalement, une dose élevée a notamment causé un fibro-adénome du sein et des tumeurs malignes des vésicules spermatiques chez les rongeurs, mais l'hypothèse que le cancer du sein pourrait être induit par la réserpine chez les femmes (risque approximativement doublé) n'a pas été confirmée. Un risque de Gynécomastie est toutefois mentionné dans le Dictionnaire Vidal.